# Cyklistická infrastruktura

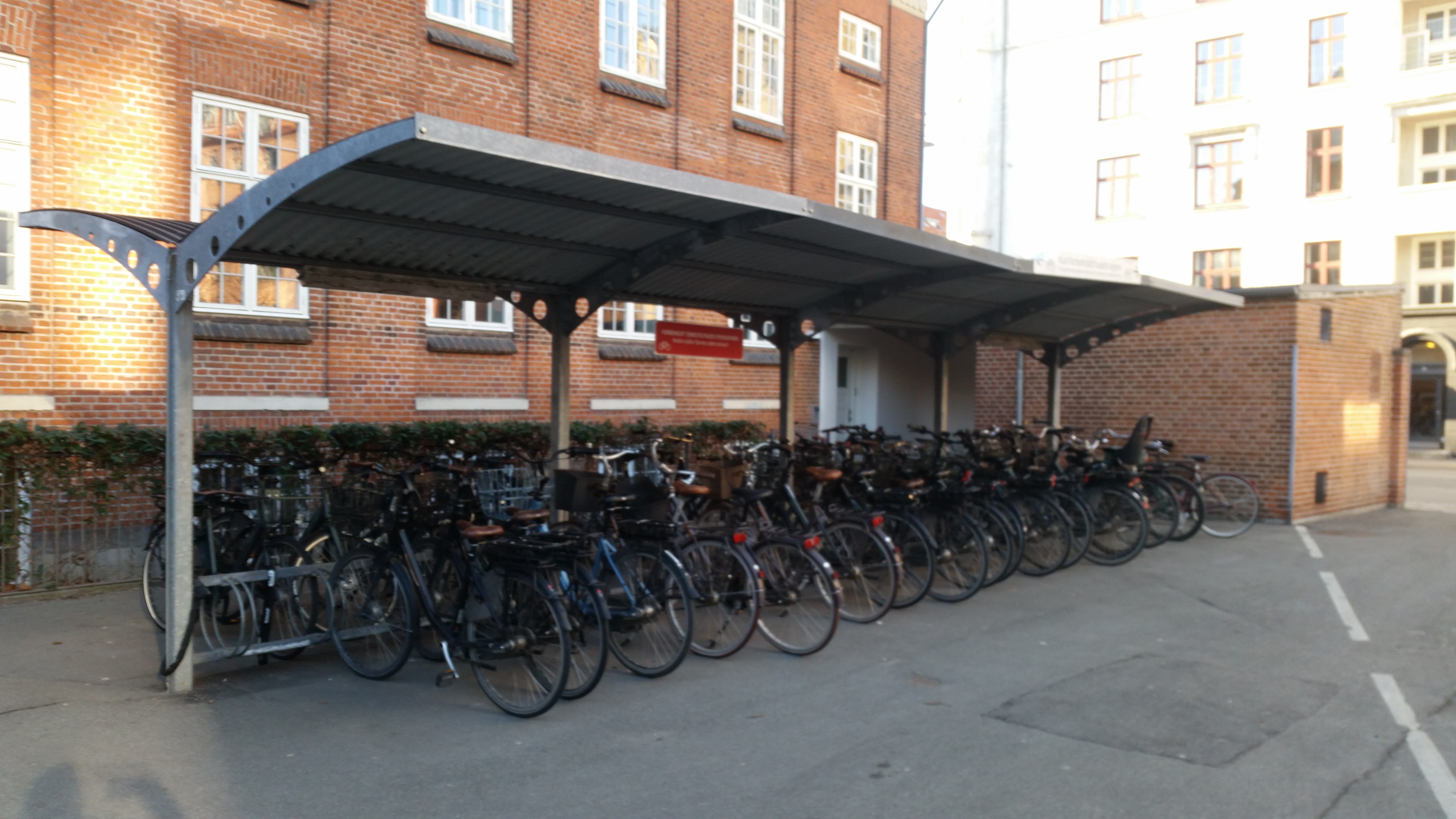
Přístřešek pro parkování kol v Dánsku

Cyklistická infrastruktura je druh dopravní infrastruktury zaměřený na jízdu na kole. Jedná se o širokou škálu prvků a zařízení, které slouží ke zjednodušení a hlavně bezpečnosti pohybu na kole.

## Prvky cyklistické infrastruktury

### Jízda
Mezi hlavní prvky dopravní cyklistiky patří cyklopruhy, piktokoridory a další označení pozemní komunikace, které umožňuje cyklistům alespoň částečně chráněnou jízdu. Slouží k navádění cyklistů, ale také k upozornění motoristů na výskyt cyklistů. Často používané jsou také cyklotrasy, které se používají primárně při cykloturistice.

Hlavně ve větších městech jsou také často používány cykloobousměrky, které dovolují průjezd cyklistům i v jednosměrce. Slouží primárně pro lepší prostupnost městem, stejně jako tomu je u chodců. 

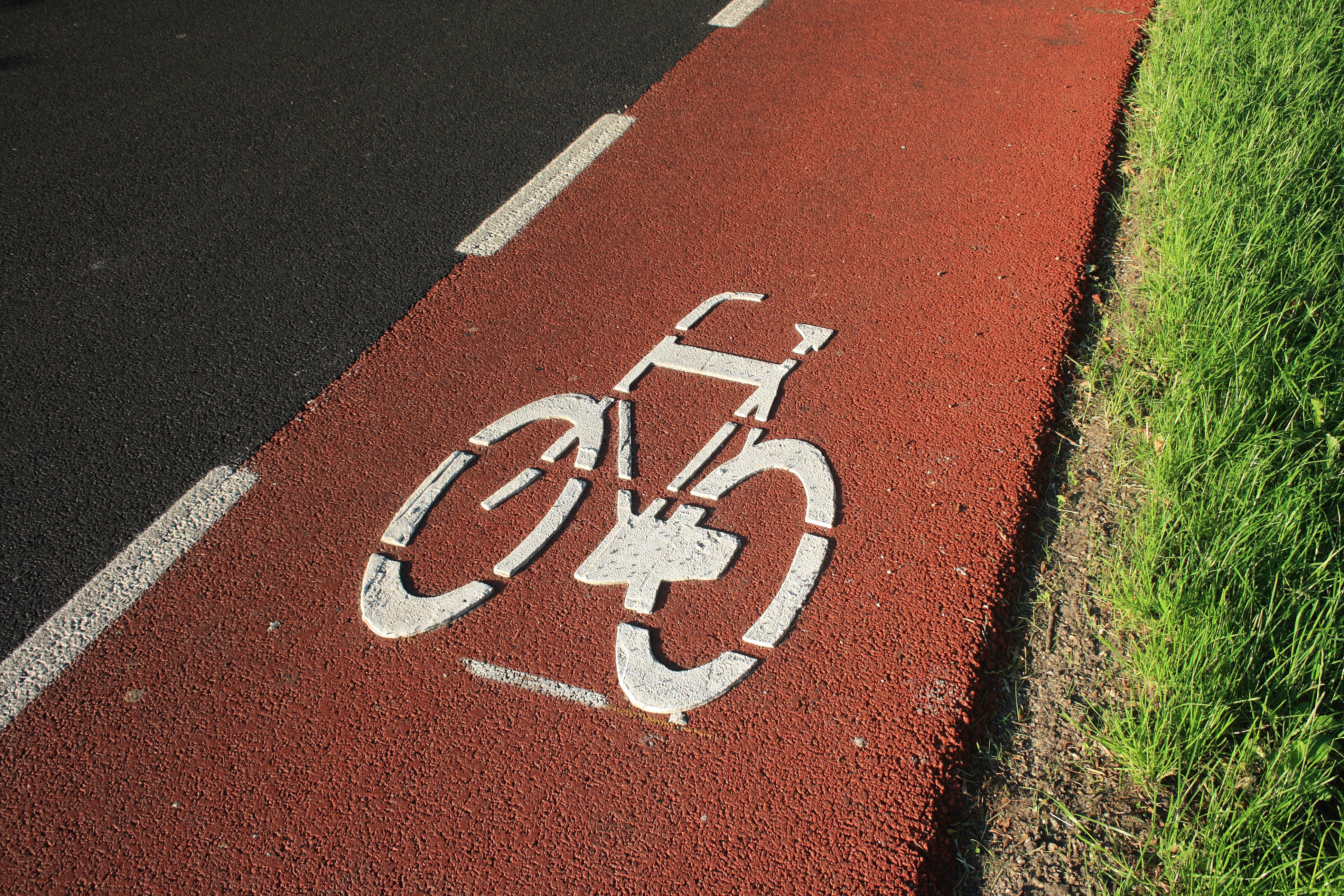
Cyklopruh s klasickým červeným označením
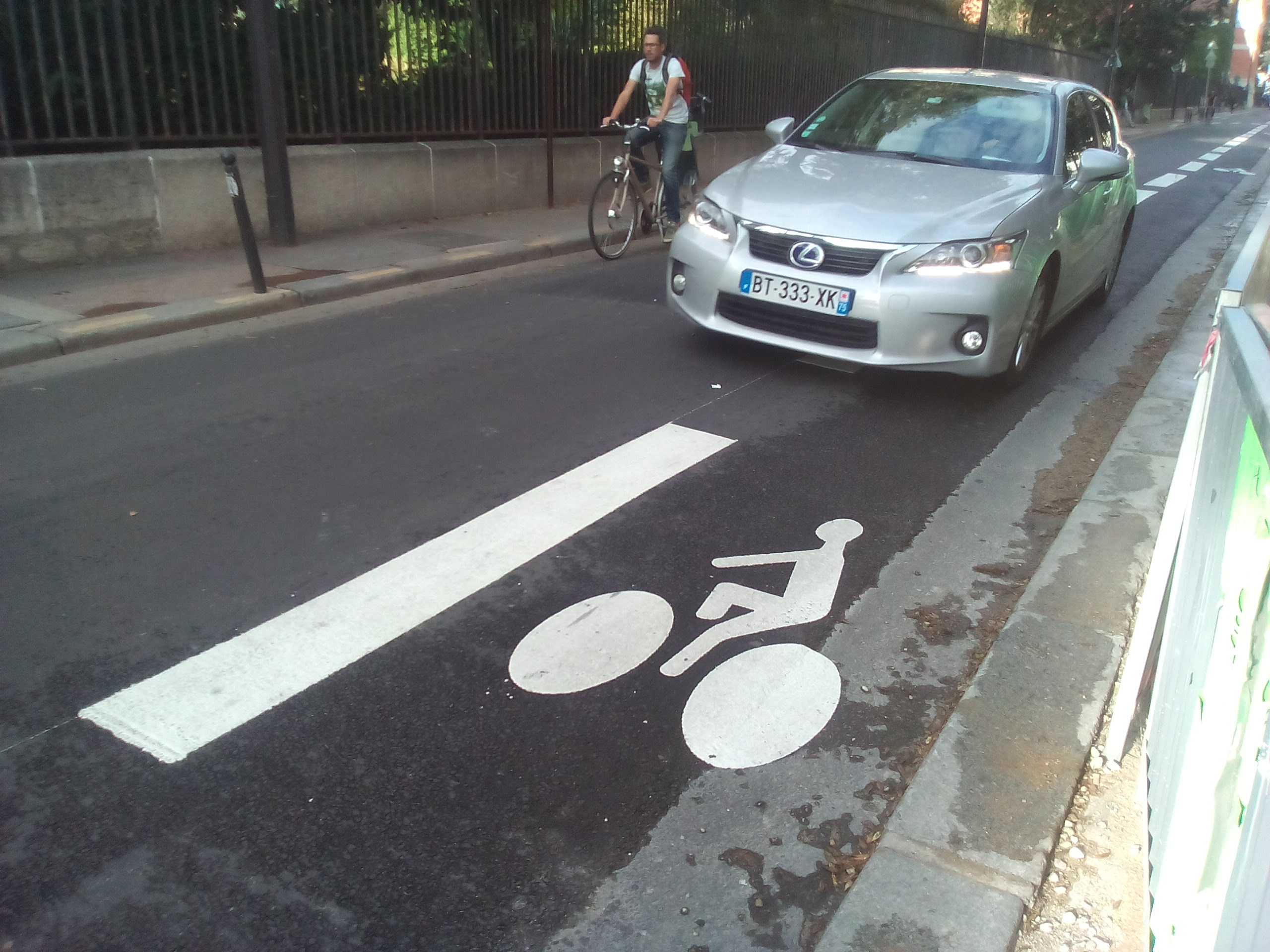
Cykloobousměrka
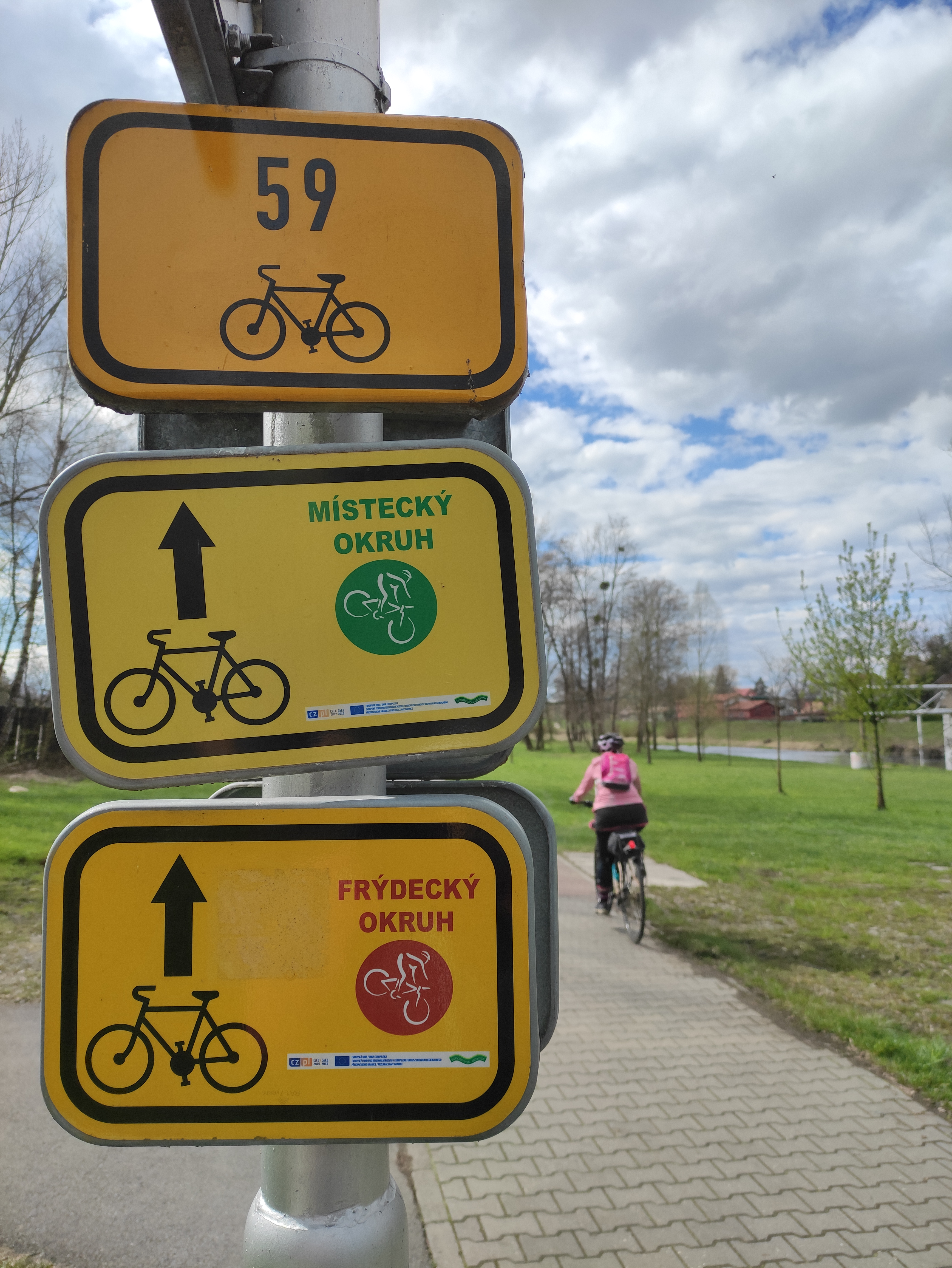
Značení cyklotras v Česku
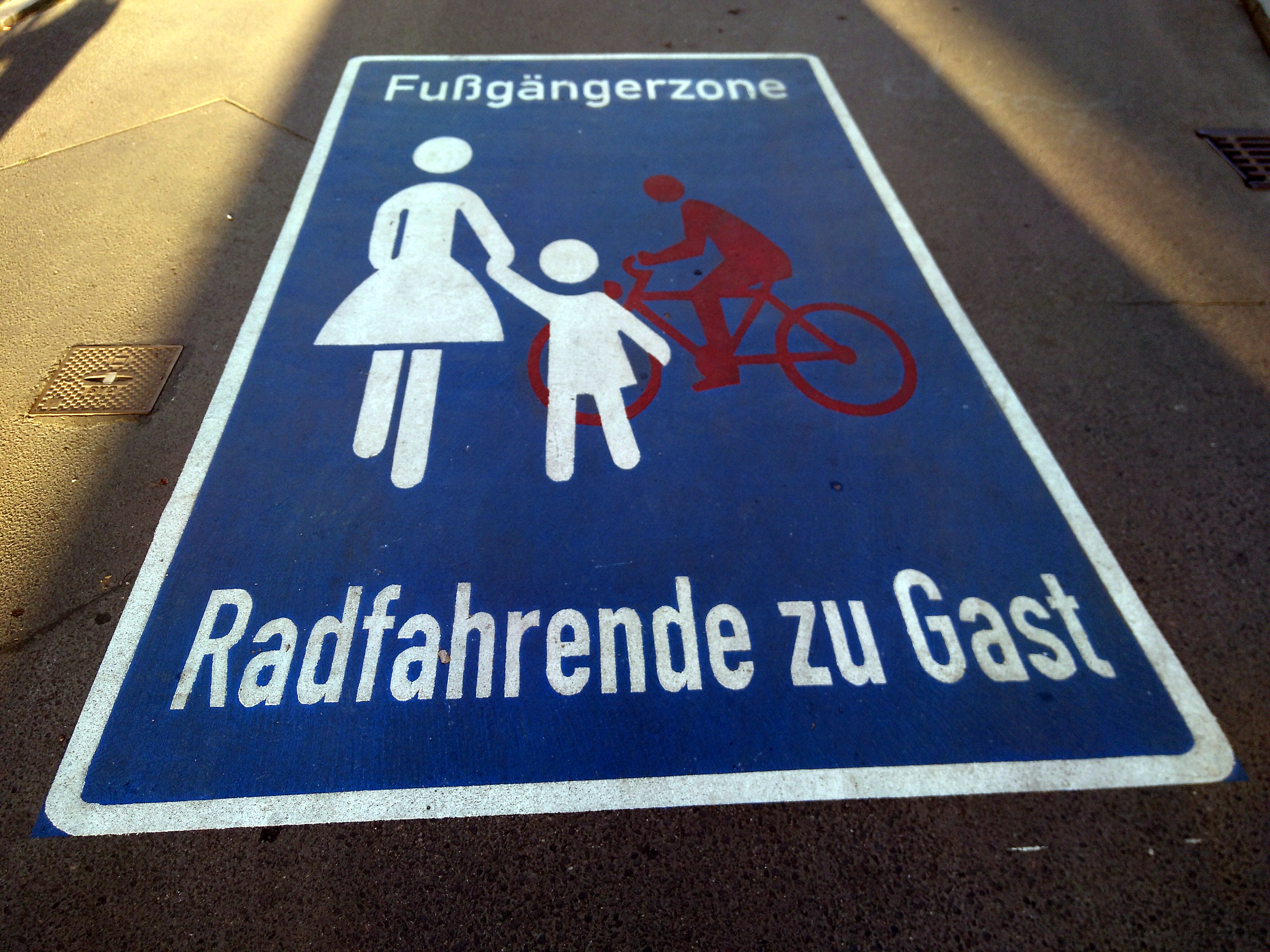
Označení smíšené pěší zóny s povoleným vjezdem pro cyklisty

### Parkování
Při parkování jízdních kol jsou nejčastěji využívány stojany, které jsou umístěné ve veřejném prostoru na frekventovaných místech. Umožňují rychlé a pohodlné zaparkování kola, jedná se o nejlevnější variantu na zřízení, ale z hlediska bezpečnosti jsou tou nejméně vhodnou variantou parkování.
Mezi bezpečnější druhy parkování se řadí různé uzamčené a kryté možnosti, jako jsou cykloboxy, kolárny, parkovací věže či parkoviště B+R.

Náklady na zřízení různých druhů parkování se kromě vhodnosti z hlediska bezpečnosti a dostupnosti velmi liší také z pohledu zřizovací ceny. Rozdíl mezi nákladem na jedno parkovací místo u stojanu a plně automatické parkovací garáže může být až stonásobný.

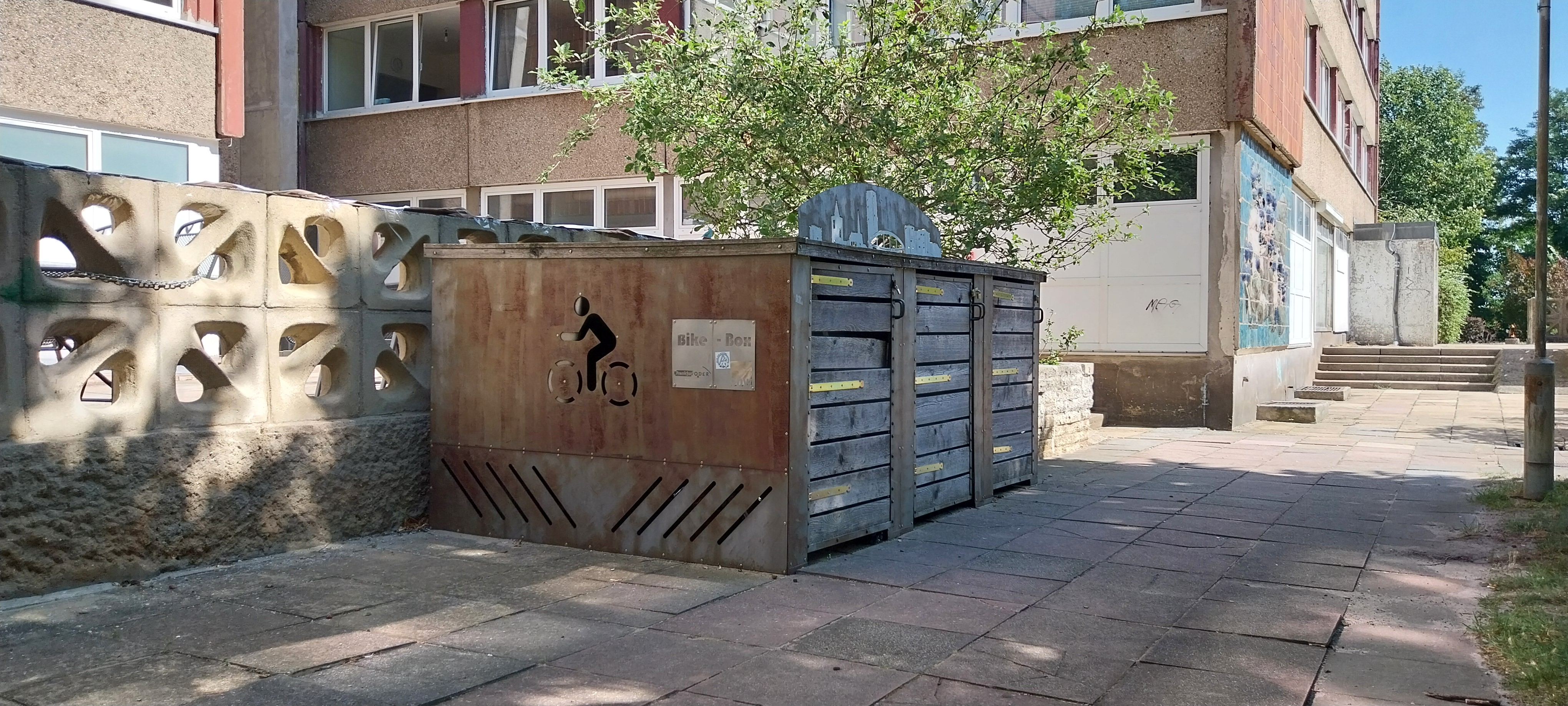
Cyklobox ve Frankfurtu
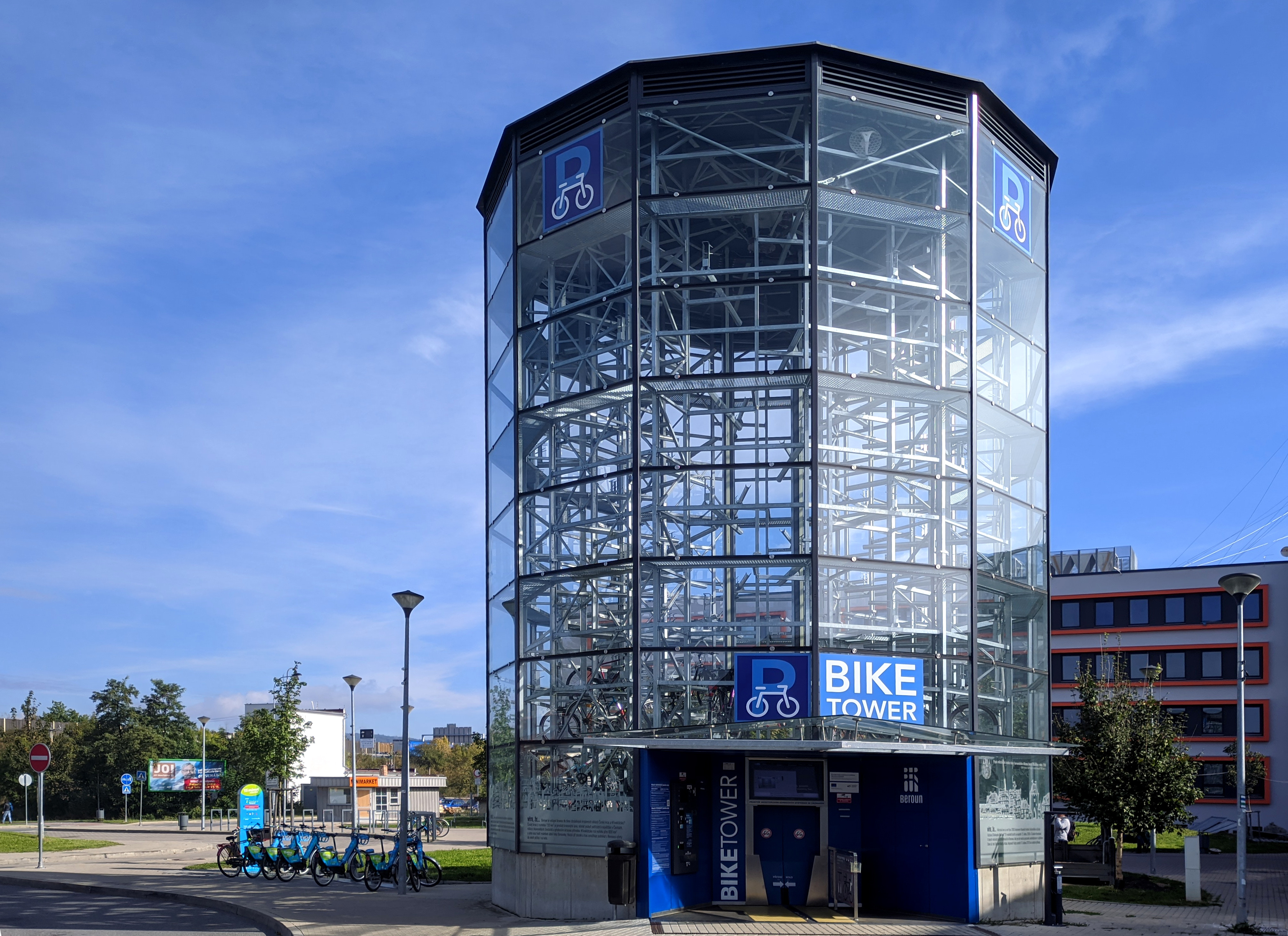
Parkovací věž v Hodoníně
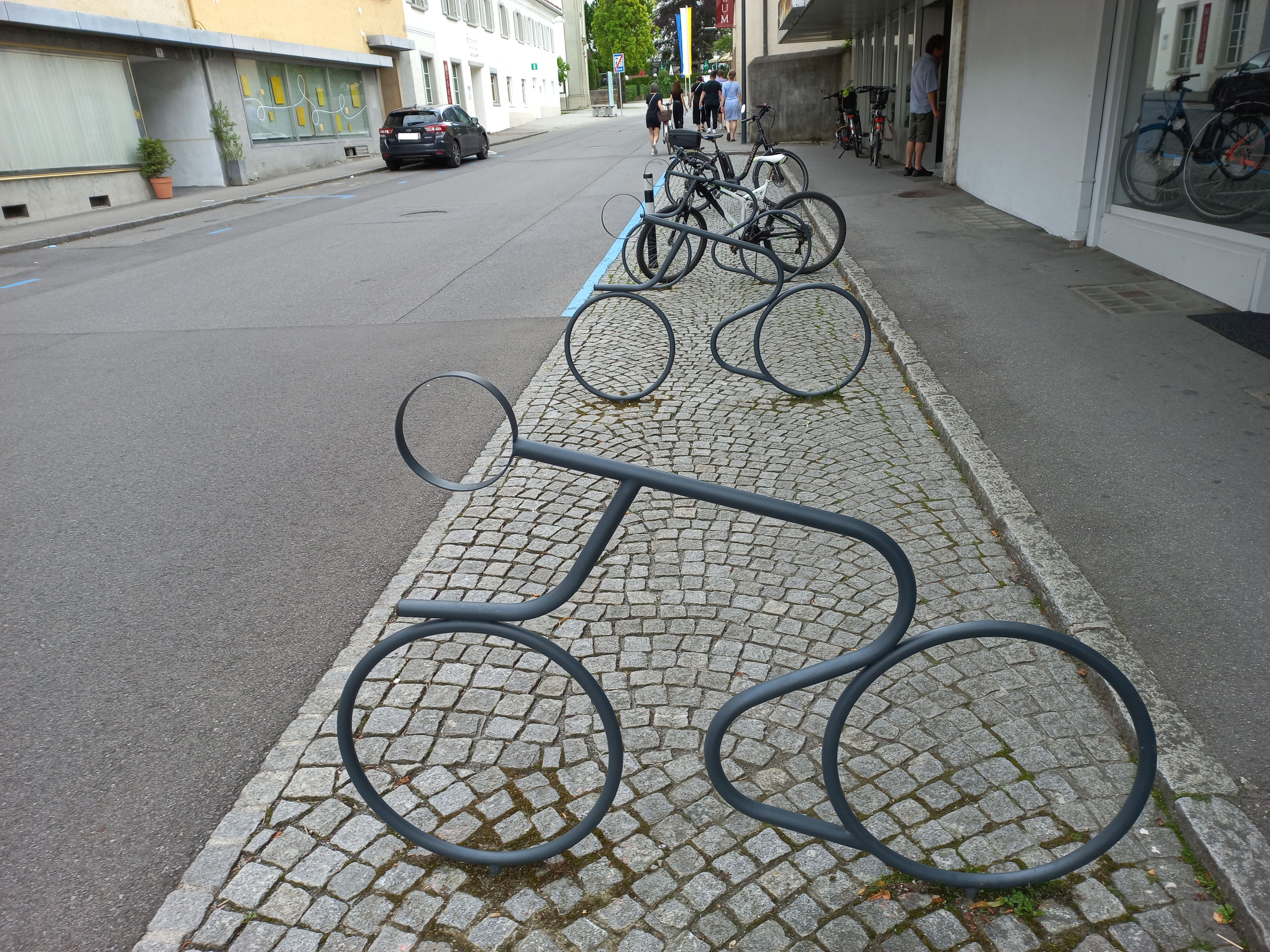
Stojan na kola ve tvaru cyklisty
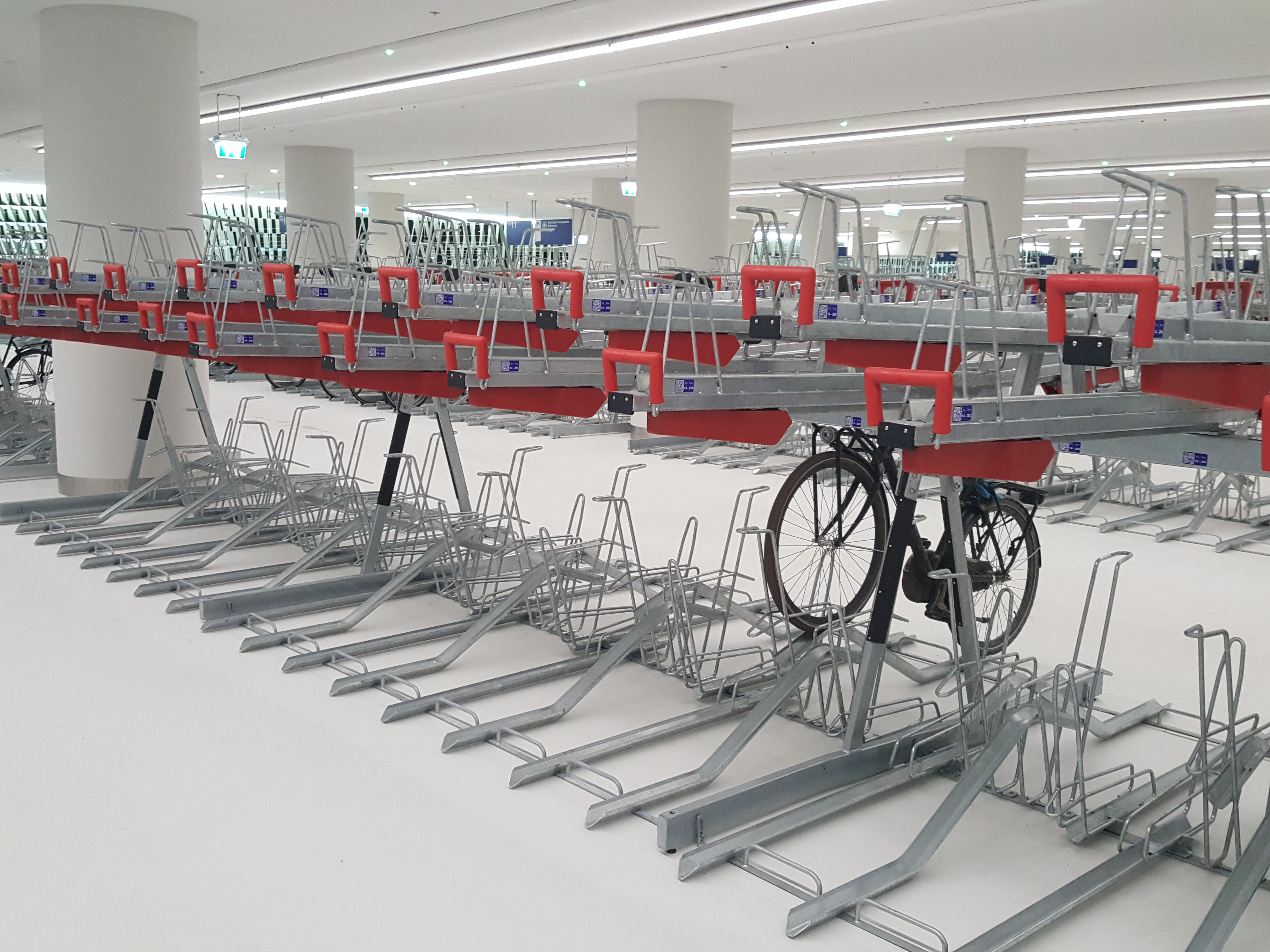
Podzemní parkoviště v Nizozemsku
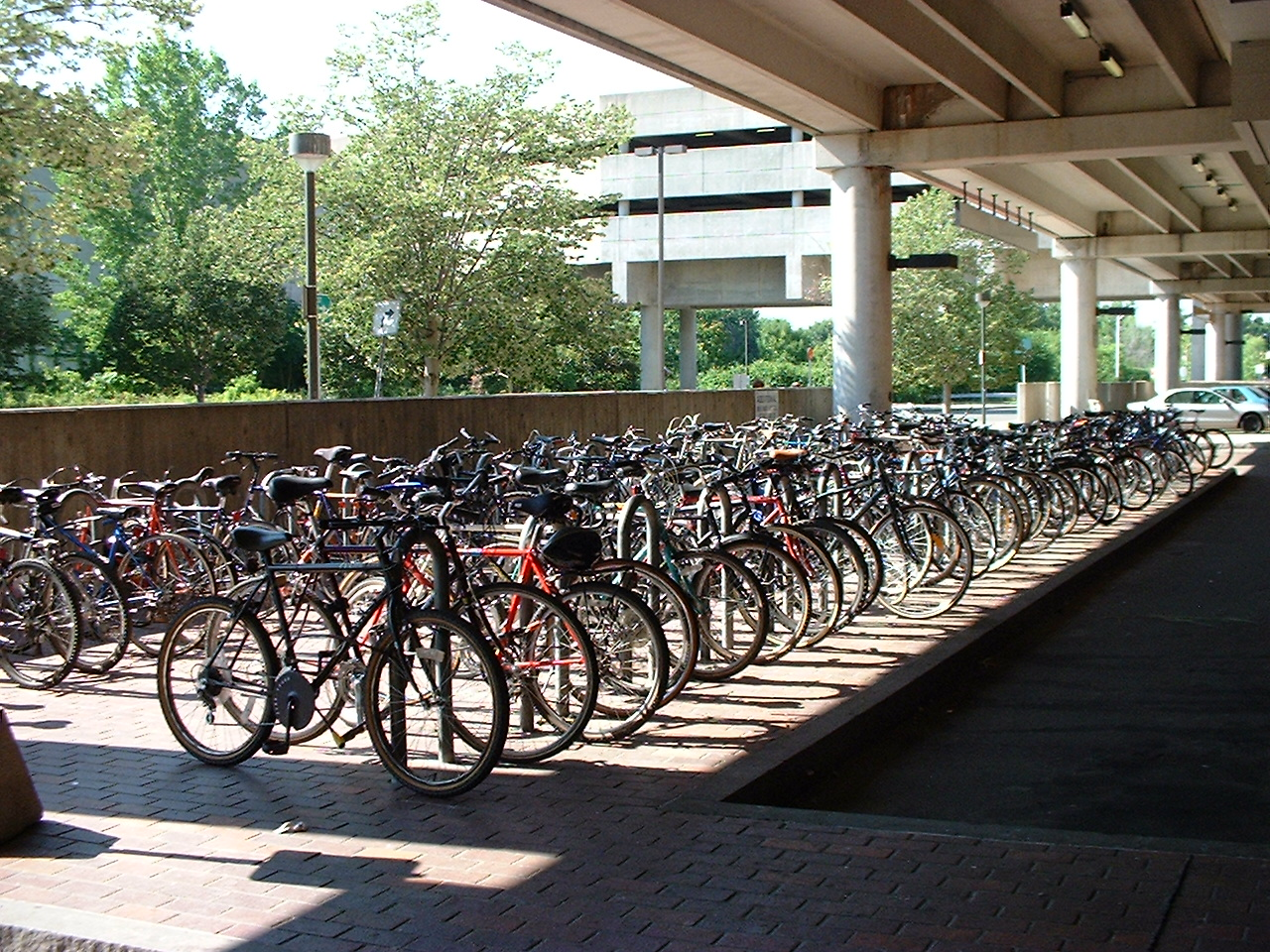
Kryté parkoviště

### Zapůjčení kol
V mnoha městech je možnost krátkodobého zapůjčení kola v rámci bikesharingu. Tato varianta umožňuje jízdu na kole i bez jeho vlastnictví či bez předchozího plánování. Mnoho měst poskytuje tuto službu na omezenou dobu zdarma. V Česku jezdí několik tisíc takových kol, převážně od firem Rekola a Nextbike.

### Ostatní
Mezi další prvky patří například cyklodepa, sčítače cyklistů či opravny kol.

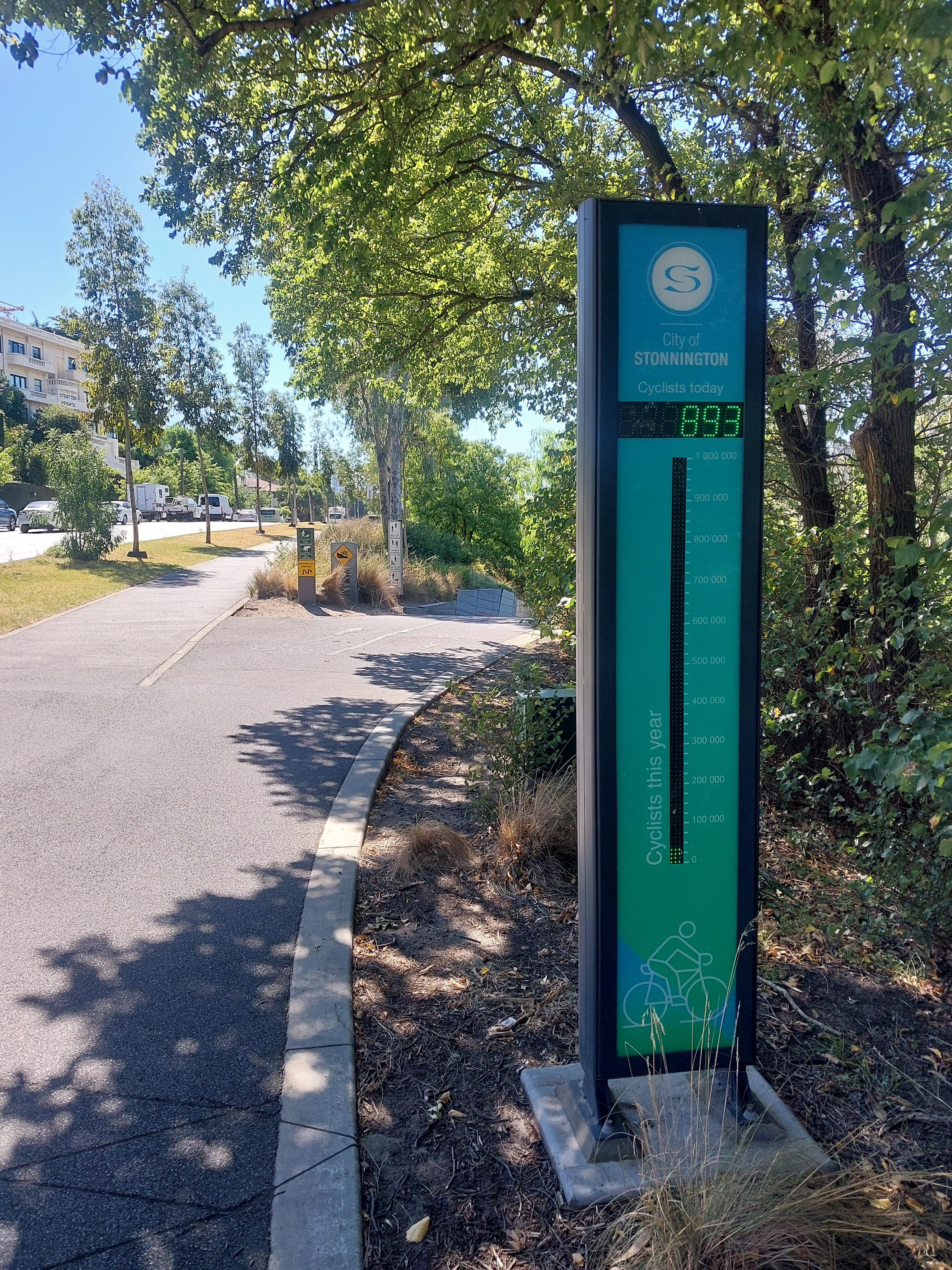
Sčítač cyklistů
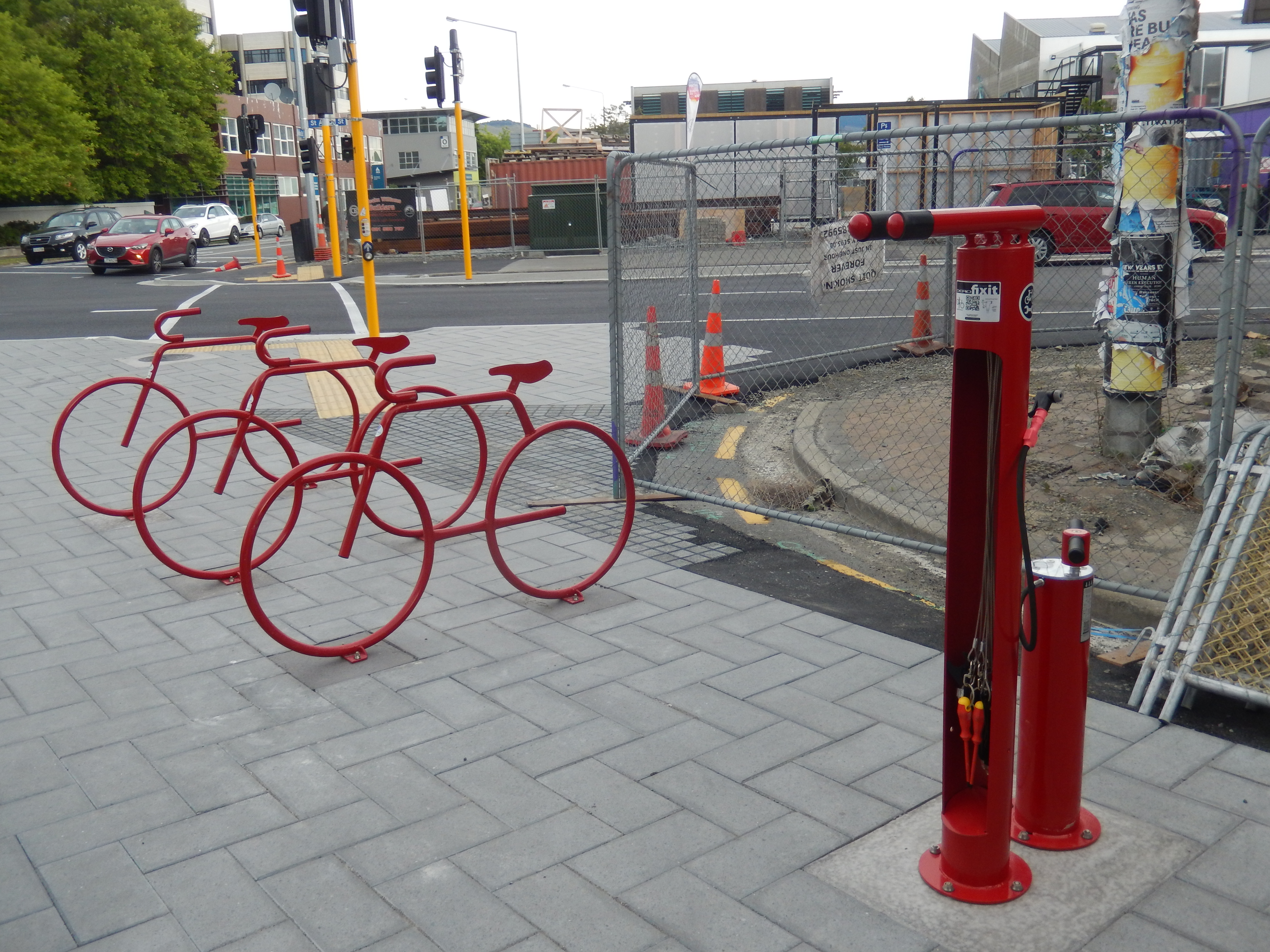
Stojan na opravu kol na Novém Zélandu
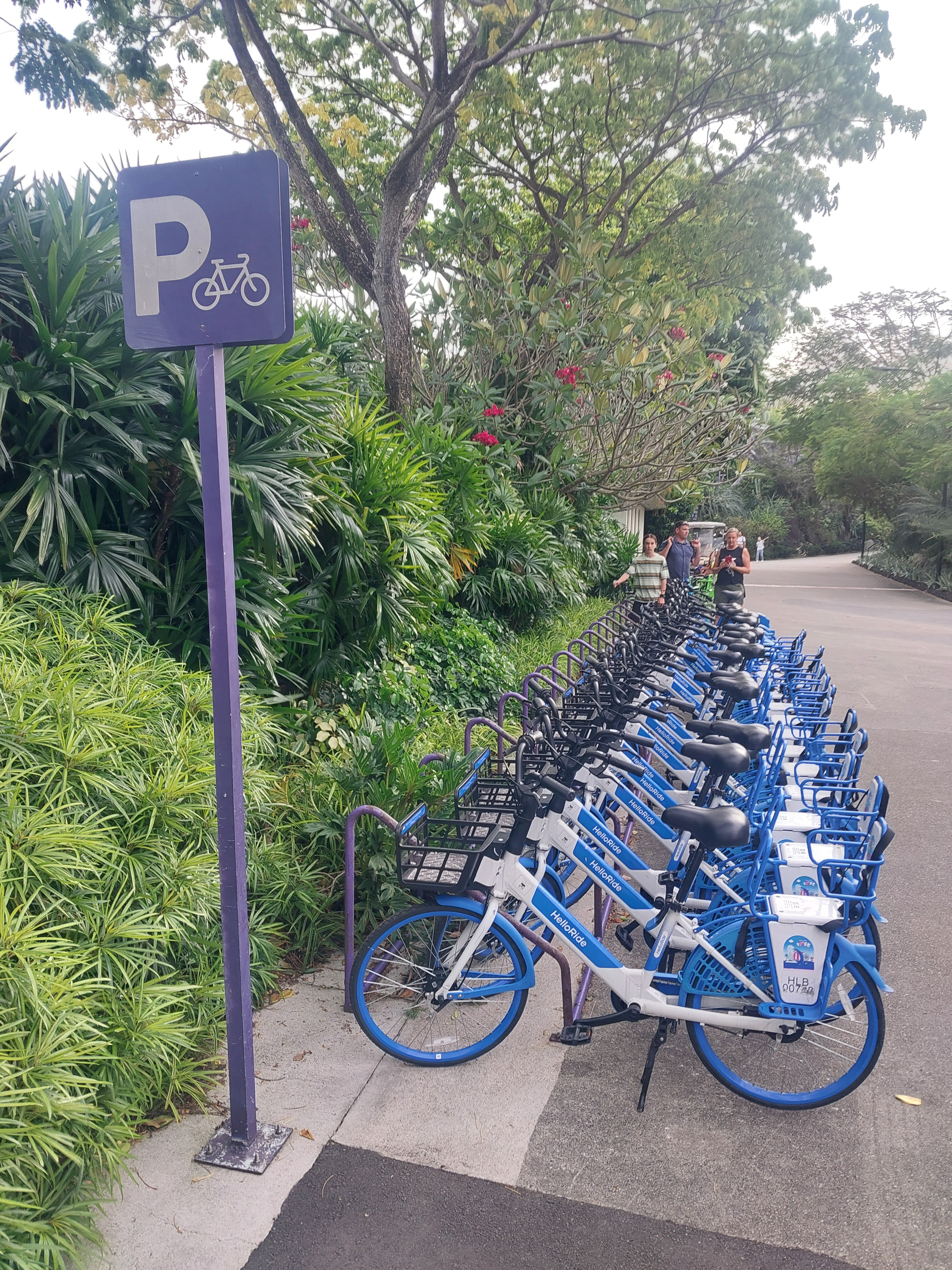
Parkovací stanice pro sdílená kola v Singapuru
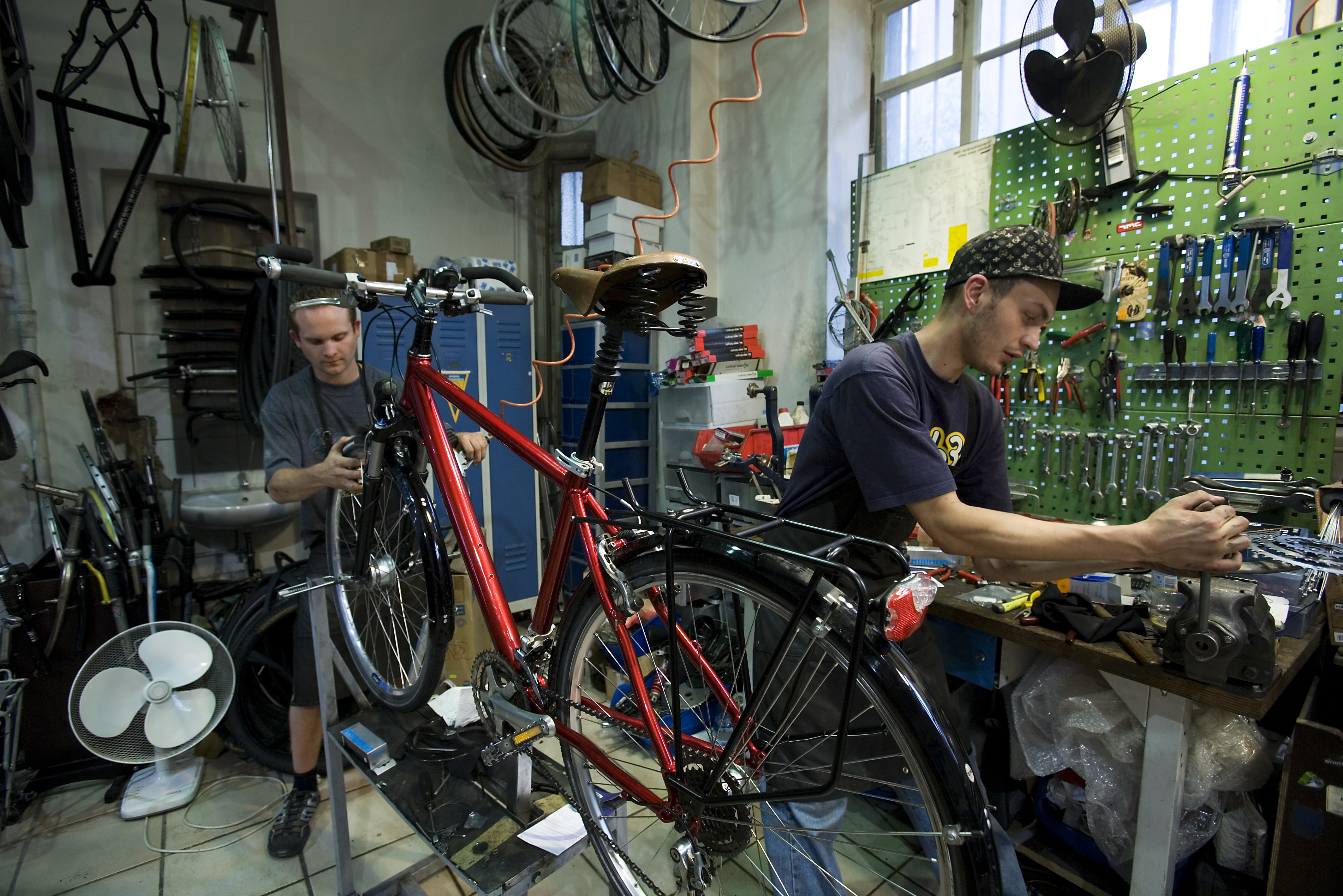
Opravna kol

## Rozvoj

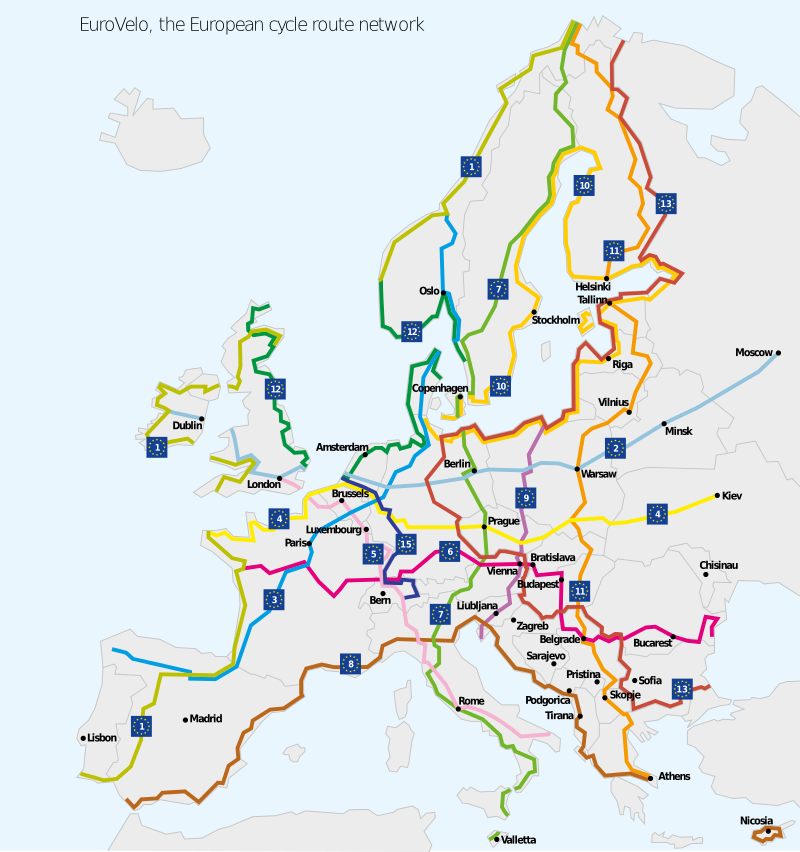
Mapa sítě cyklotras EuroVelo

Rozvoji městské cyklistické infrastruktury se věnují většinou jednotlivá města a obce. V případě dálkové dopravy a cykloturistiky jsou to i větší územní celky jako jsou okresy, kraje či země.

### Projekty
Po celém světě existuje mnoho projektů, které se zaměřují na organizovaný, plánovaný a promyšlený rozvoz cyklistické infrastruktury. Na celoevropské úrovni existuje například síť cyklotras EuroVelo. V Česku se jedná například o Cyklovizy 2030.